# Jacques Davignon

Davignon (rechts) met Belgische ambassadeurs (1938)

Burggraaf Jacques Henri Charles François Davignon (Elsene, 15 februari 1887 - Sint-Pieters-Woluwe, 10 oktober 1965) was een Belgisch diplomaat.

## Levensloop
Davignon was een zoon van burggraaf Julien Davignon (1854-1916), volksvertegenwoordiger, senator, minister van Buitenlandse Zaken, en van Hélène Calmeyn (1858-1934). Julien verkreeg in 1916 opname in de Belgische adel met de titel burggraaf, erfelijk op al zijn nakomelingen.
Hij trouwde in 1924 met gravin Jacqueline de Liedekerke (Brussel 1896-1965). Het gezin kreeg een dochter en twee zoons, onder wie Etienne Davignon.
Jacques Davignon promoveerde tot doctor in de rechten en doorliep een carrière als diplomaat. Dit bracht hem in de jaren twintig in Boedapest en in de jaren dertig, tot aan de Tweede Wereldoorlog, als ambassadeur in Berlijn.
Tijdens de oorlog bleef hij in België en deed pogingen, samen met Pierre van Zuylen, Joseph Berryer en enkele anderen om het departement Buitenlandse Zaken levendig te houden en als denktank te organiseren in dienst van koning Leopold. Dit werd door de bezetter geweigerd, hetgeen de initiatiefnemers redde van mogelijke daden die als collaboratie hadden kunnen beoordeeld worden.
Hij was onder meer de discrete tussenpersoon tussen de koning en generaal Alexander von Falkenhausen.
Na de oorlog werd Davignon onvermijdelijk op non-actief geplaatst, hoewel dit niet definitief was en hij weldra weer opdrachten kreeg.

## Publicaties
- Berlin, 1936-1940: souvenirs d'une mission, Parijs, Editions universitaires, 1951.